# 베이루트: 리미티드 아워
《베이루트: 리미티드 아워》(영어: Beirut)는 브래드 앤더슨이 감독하고 로자먼드 파이크가 주연한 2018년 드라마 스릴러 액션 영화이다.

## 줄거리
1972년, 메이슨 스카일스는 레바논에 있는 미국 외교관으로 레바논인 아내 나디아와 함께 베이루트에 살고 있다. 그들은 최근 가족이 없다고 주장하는 13세의 팔레스타인 소년 카림을 돌보기 시작했다. 파티를 주최하던 중 스카일스는 친구이자 CIA 요원인 칼 라일리와 맞닥뜨린다. 라일리는 카림의 형인 라피드 아부 라잘이 1972년 뮌헨 올림픽 참사와 연루되어 카림을 심문하기를 원한다. 파티는 갑자기 라피드와 그의 일행에 의해 습격당하고, 그들은 카림을 납치한다. 이어진 총격전에서 나디아가 사망한다.
10년 후, 스카일스는 알코올 중독자가 되어 뉴잉글랜드에서 자영업 노동 중재인으로 일하고 있다. 작은 회사를 유지하기 위해 고군분투하던 중, 그는 미국 정부를 대신하여 옛 의뢰인인 설리의 연락을 받는다. 설리는 스카일스가 레바논에서 '학술 강연'을 요청받았다고 밝히며 그에게 돈과 비행기 표, 여권을 건넨다. 스카일스는 처음에는 저항했지만 베이루트로 여행하기로 결정한다. 그는 현지 해결사인 버나드와 CIA 요원 도널드 게인스, CIA 요원 샌디 크라우더, 미국 국가안전보장회의의 게리 루작 대령, 프랭크 월런 대사를 포함한 여러 정부 관리를 만난다. 그리고 칼 라일리가 최근 레바논에서 납치되었다는 사실을 알게 된다. 납치범들은 협상가로 스카일스를 특별히 요청했다.
일행은 납치범들과 만나고 카림이 이제 조직을 이끌고 있음을 알게 된다. 카림은 라피드가 포로로 잡혀 있지 않다는 미국인들의 항의에도 불구하고 라일리를 대가로 형을 풀어줄 것을 요구한다. 스카일스는 이스라엘이 라피드를 붙잡고 있다고 의심하고, 루작과 함께 그의 석방을 확보하기 위해 여행한다. 이스라엘인들은 라피드를 붙잡고 있지 않다고 밝히고, 스카일스는 베이루트로 돌아와 라일리의 아내 앨리스를 만난다. 앨리스는 나디아의 죽음에 대한 죄책감 때문에 라일리가 레바논에 남아 있었다고 믿으며 라일리의 납치에 대한 책임을 스카일스에게 돌린다.
다음날, 스카일스가 베이루트 아메리칸 대학교(그의 방문의 공식적인 이유)에서 강연을 하던 중, 건물 밖에서 차량 폭탄이 터진다. 이어진 혼란 속에서 스카일스는 카림을 만나러 가라는 지시를 받는다. 카림은 그를 라일리에게 데려가고, 라일리는 스카일스에게 팔레스타인 해방 기구(PLO)가 라피드를 붙잡고 있고 게인스를 믿을 수 없다고 은밀히 말한다. 스카일스를 풀어주기 전에 카림은 그날 밤 늦게 라피드가 돌아오지 않으면 라일리를 이란에 팔아넘기겠다고 위협한다. 스카일스는 라일리의 아파트로 돌아와 단서를 찾던 중 크라우더를 만난다. 그녀는 게인스가 대사관에서 돈을 훔치고 있었고, 라일리가 사라지기 직전에 서면 보고서를 작성했지만 CIA 당국에 제출하지 않았다고 밝힌다. 스카일스는 크라우더에게 PLO가 라피드를 붙잡고 있다고 설득하고, 그녀는 라피드와 거래하기 위해 CIA 사무실에서 400만 달러를 훔친다.
크라우더와 스카일스는 라피드와 교환을 강요하기 위해 PLO 장교를 공격한다. PLO 납치범들에게 돈을 지불한 후, 그들은 라피드를 카림과의 교환 장소로 데려가던 중 기독교 민병대 검문소를 뚫고 지나간다. 스카일스는 친구 라일리가 크라우더와 안전하게 돌아올 때까지 카림과 협상하기 위해 나가기 전에 라피드의 과거 무고한 사람들을 죽인 행위를 저주한다. 라피드와 카림은 재회한다. 스카일스가 밴으로 돌아가려 할 때 라피드는 그를 보고 스카일스의 이전 말에 분노하여 그를 죽이려 하지만 저격수에게 총을 맞아 죽는다. 미국인들은 성공적으로 탈출하고, 관객은 저격수가 실제로 버나드임을 알게 된다. 버나드는 스카일스가 공격했던 PLO 장교의 정부이자 이스라엘 요원인 산드린과 함께 탈출한다.
베이루트를 떠나기 전에 스카일스는 게인스가 예상치 못하게 은퇴하고 루작이 베이루트를 떠났다는 것을 알게 된다. 크라우더는 새로 공석이 된 지부장 직책에 지원할 의사를 밝히고, 스카일스는 협상가로 자신의 서비스를 제안한다.
영화가 끝날 무렵, 이후의 1982년 이스라엘의 레바논 침공, 국제 사회의 레바논 개입 증가, 그리고 마지막으로 1983년 미국 대사관 폭탄 테러와 미국 해병대 막사 폭탄 테러 뉴스 영상이 보여진다. 이는 레바논과 더 넓은 중동에서 미국의 개입이 증가했음을 시사한다.

## 출연

### 주연
- 로자먼드 파이크 - 샌디 크라우더 역
- 존 햄 - 메이슨 스키즈 역
- 쉐어 위햄 - 게리 루작 역

### 조연
- 케이트 플리트우드 - 앨리스 라일리 역
- 레일라 벡티 - 나디아 스켈스 역
- 아론 어바웃불 - 로니 니브 역
- 이안 포터 - 제리 역
- 딘 노리스 - 도널드 게인스 역
- 마크 펠레그리노 - 칼 라일리 역
- 래리 파인 - 프랭크 웨일런 역
- 더글라스 호지 - 설리 역
- 조니 코인 - 버나드 테플러 역
- 벤 아판 - 라미 역
- 소니아 오카차 - 산드린 역

## 수상
- 2018년 제34회 선댄스영화제 후보 프리미어
- 2018년 제72회 에든버러국제영화제 후보 아메리칸 드림즈
- 2018년 제65회 시드니 영화제 후보 인디페스트, 장편영화
- 2018년 제28회 시네퀘스트 영화제 후보 장편영화